# Upper Sileru Project Site Camp
Upper Sileru Project Site Camp è una suddivisione dell'India, classificata come census town, di 4.744 abitanti, situata nel distretto di Visakhapatnam, nello stato federato dell'Andhra Pradesh. In base al numero di abitanti la città rientra nella classe VI (meno di 5.000 persone).

## Società

### Evoluzione demografica
Al censimento del 2001 la popolazione di Upper Sileru Project Site Camp assommava a 4.744 persone, delle quali 2.580 maschi e 2.164 femmine. I bambini di età inferiore o uguale ai sei anni assommavano a 608, dei quali 292 maschi e 316 femmine. Infine, coloro che erano in grado di saper almeno leggere e scrivere erano 2.877, dei quali 1.869 maschi e 1.008 femmine.